# Escut d'Almiserà
L'escut d'Almiserà és un símbol representatiu oficial del municipi d'Almiserà, al País Valencià, comarca de la Safor. Té el següent blasonament:
| « | Escut quadrilong de punta redona. Truncat. Al primer quarter, en camper d'atzur, set estrelles de vuit puntes d'argent. Al segon quarter, en camper d'argent, una rosa de gules. Al timbre, una corona reial oberta. | » |

## Història
L'escut fou aprovat per resolució de 31 de març de 1995, del conseller d'Administració Pública, i publicat en el DOGV núm. 2.521, de 2 de juny de 1995.
Les estrelles de la primera partició són un senyal al·lusiu a la Mare de Déu, titular de la parròquia. La rosa de gules sobre camper d'argent són les armories dels Ros d'Ursins, antics barons d'Almiserà.